# شهرستان گارفیلد، یوتا
شهرستان گارفیلد یکی از شهرستان‌های ایالت یوتا است. جمعیت این شهرستان حدود ۵.۱۷۲ نفر (بر طبق آمارهای سال ۲۰۱۰) و مساحتش ۱۳.۴۹۰ کیلومترمربع است. مرکز این شهرستان، شهر پنگوئیچ است.

## پیوند
- وب‌گاه رسمی